# Saint-Sardos (Tarn e Garonna)
Saint-Sardos è un comune francese di 888 abitanti situato nel dipartimento del Tarn e Garonna nella regione dell'Occitania.

## Società

### Evoluzione demografica
Abitanti censiti